# New World (película de 2013)
New World es una película acción y thriller surcoreana, estrenada en 2013. Está escrita y dirigida por Park Hoon-jung siendo esta su segunda obra como director. Está protagonizada por Lee Jung-jae, Choi Min-sik, Hwang Jung-min, Park Sung-woong y Song Ji-Hyo . En la película, Lee Ja-sung (Lee) lucha por equilibrar su papel como oficial de policía encubierto con su ascenso en el sindicato del crimen organizado más poderoso de Corea tras la muerte del líder.
Se planeó como la primera parte de un trilogía, precedida por una precuela que narra la historia del sindicato desde 7 años antes de los sucesos de esta película y sucedida por una secuela que continúa la historia de esta historia.

## Trama
Lee Ja-Sung (Lee Jung-jae) trabaja en Goldmoon International, el sindicato del crimen organizado más grande de Corea del Sur, sin embargo, durante sus 8 años de trabajo ha sido un policía encubierto, trabajando así como informante. El jefe Kang ( Choi Min-sik ) promete reasignar a Ja-Sung a un puesto en el extranjero en la fuerza policial, pero continuamente retrasa su promesa. Cuando Ja-Sung amenaza con dejar la fuerza policial porque Kang no cumple su promesa, este lo amenaza con filtrar su verdadera identidad al sindicato del crimen, lo que aseguraría su ejecución por parte de los miembros de manera tortuosa.
El jefe máximo de Goldmoon muere en un accidente, esto desata una guerra interna en la organización para conseguir un nuevo sucesor. Jung Chung está respaldado por el clan Northmoon procedente de china. Lee Joong-gu está respaldado por la facción Jaebum.
Kang provoca un enfrentamiento entre Jung y Joong-gu buscando que entre sí se derroten, y de este modo permitir que Jang Su-Ki se convierta en el nuevo presidente. Su-ki es nominalmente el vicepresidente de la empresa, pero dentro del crimen no tiene poder ni respeto alguno. El jefe Kang espera que la compañía Goldmoon se debilite, y si Su-ki, quien es bastante débil, queda como presidente, eliminarla no será tarea difícil. El jefe Kang chantajea a Jung y lo convence de filtrar pruebas de la criminalidad de Joong-gu a cambio de un perdón por sus propios crímenes. Después de arrestar a Joong-gu, le informa a Joong-gu que Jung lo traicionó. Enfurecido, Joong-gu envía a sus hombres a asesinar a Jung. Los hombres de Joong-gu emboscan a Jung y lo hieren fatalmente. Mientras tanto, los hombres de Joong-gu irrumpen en la casa de Ja-Sung. La esposa de Ja-Sung es salvada por la policía, pero sufre un aborto espontáneo debido a la conmoción.
Ja-Sung le ruega a Kang que lo reasigne y le deje escapar, pues teme por él y por su familia por lo que Joong-gu puede hacerle una vez que salga de prisión. El jefe Kang se niega a cumplir su promesa y elimina el perfil policial de Ja-Sung, de este modo tendrá que seguir formando parte de Goldmoon. Después de eso, Ja-Sung visita a Jung en el hospital y, este le dice a Ja-Sung que decida su lealtad, para posteriormente fallecer. Ja-Sung entiende que Jung descubrió que es un policía encubierto, pero finge no saberlo debido a su amistad.
Ja-Sung se vuelve un mafioso. Toma el control de la facción de Jung y asegura la lealtad de los hombres de Su-ki. Su-ki intenta asesinar a Ja-Sung, pero sus hombres lo impiden y este acto termina en la muerte de Jung. Ja-Sung, ahora vuelto un completo mafioso, decide tomar una represalia y envía a sus subordinados a asesinar al jefe Kang, al director de policía Ko y a Joong-gu. Como resultado, la identidad encubierta pasada de Ja-Sung sigue siendo un secreto mientras asciende sin problemas para convertirse en el nuevo presidente de Goldmoon.

## Elenco
Lee Jung-jae - Lee Ja-sung
Choi Min-sik – Jefe de sección Kang Hyung-cheol[13]
Hwang Jung-min – Jung Chung
Park Sung-woong - Lee Joong-gu
Song Ji Hyo - Shin Woo
Kim Yoon-seong - Oh Seok-mu
Na Kwang-hoon - Yang Moon-seok
Park Seo-yeon - Han Joo-kyung
Choi Il-hwa - Vicepresidente Jang Su-ki
Joo Jin-mo - Director de policía Ko
Jang Gwang – Director Yang
Kwon Tae-won – Director Park
Kim Hong-pa – Directora Kim
Kim Byeong-ok - vagabundo yanbian
Woo Dong-gi - vagabundo yanbian
Park In-soo - vagabundo yanbian
Jung Young-gi - vagabundo yanbian
Park Sang-gyu - policía
Ryu Sung-hyun - ejecutivo
Jung Gi-seop - ejecutivo
Lee Woo-jin - ejecutivo
Sung Nak-kyung - ejecutivo
Jung Mi-sung - detective
Ahn Su Ho – Choi
Son Byung-hee - taxista
Han Jae-duk - jefe de pandilla
Lee Geung-young - Presidente Seok Dong-chool (es visible)
Ryoo Seung-bum - Agente Kang Cheol-hwa (es visible)
Ma Dong-seok - Jefe de sección Cho Hyung-joo (es visible)

## Recepción de la crítica
El New York Times describió al filme como "menos sanguinario y más reflexivo que la mayoría del género,  la trama de alianzas cambiantes se vuelve más fascinante a medida que avanza".
Los Angeles Times escribió "el guionista y director Park Hoon-jung cuenta esta turbia historia sobre un combate interno dentro del sindicato del crimen organizado de Corea Del Sur con paciencia, elegancia y no poco derramamiento de sangre".
Salon dijo que "los resultados de la película son consecuencia de una trama decente, personajes distintivos y una serie de obras maestras memorables, y Park maneja bien las tres demandas", y "ninguna películas estadounidense ha hecho una ópera policíaca de tan buena calidad en años".
La película también ha recibido algunas críticas negativas. David Noh de Film Journal escribió: "No hay nada malo en adaptar películas como Election e Infernal Affairs . Scorsese ganó un Oscar por Infiltrados, su versión de esta última. Lamentablemente, Park no innova en el género, aparte de muchos más golpes de grúa y demasiados gestos estoicas".

## Taquilla
La película ganó en taquilla unos 4,67 millones de dólares, con un total bruto de ₩34,831,698,405 (o US$31,212,801 ). 

## Remake
Distintas productoras de Estados Unidos, entre ellas DreamWorks, Paramount Pictures y Warner Bros., Sony Pictures se hizo con los derechos de un remake,  de la película. La productora Vertigo Entertainment se encargará del proyecto con los productores Roy Lee y Dan Lin, Jon Silk y John Powers Middleton como productores ejecutivos y Will Fetters como guionista. La película tamil de 2018 Chekka Chivantha Vaanam se considerada una "versión indianizada" de New World debido a su similitud en la trama, la caracterización y la narrativa, sin embargo no tiene ninguna relación oficial.

## Premios y nominaciones
| Año  | Otorgar                                                                                            | Categoría                                                                                          | Destinatarios | Resultado     | Árbitro. |
| ---- | -------------------------------------------------------------------------------------------------- | -------------------------------------------------------------------------------------------------- | --- | ------------- | -------- |
| 2013 | Festival Internacional de Cine de Suspenso de Beaune                                               | Premio del Jurado (Segundo Lugar)                                                                  | rowspan="" style="background-color:none;color:black; text-align:center; vertical-align:middle;" \|                   |               |          |
| 2013 | 49.os Premios de las Artes Baeksang                                                                | Mejor actor                                                                                        | Hwang Jung Min\|rowspan="" style="background-color:none;color:black; text-align:center; vertical-align:middle;" \|   | [ 17 ] [ 18 ] |          |
| 2013 | 49.os Premios de las Artes Baeksang                                                                | Mejor actor de reparto                                                                             | Park Sung Woong \|rowspan="" style="background-color:none;color:black; text-align:center; vertical-align:middle;" \| | [ 17 ] [ 18 ] |          |
| 2013 | 49.os Premios de las Artes Baeksang                                                                | Mejor nuevo director                                                                               | Park Hoon Jung \|rowspan="" style="background-color:none;color:black; text-align:center; vertical-align:middle;" \|  | [ 17 ] [ 18 ] |          |
| 2013 | 49.os Premios de las Artes Baeksang                                                                | rowspan="" style="background-color:none;color:black; text-align:center; vertical-align:middle;" \| | Park Hoon Jung \|rowspan="" style="background-color:none;color:black; text-align:center; vertical-align:middle;" \|  | [ 17 ] [ 18 ] |          |
| 2013 | 22º Premios de Cine de Construcción                                                                | Mejor actor                                                                                        | Hwang Jung Min \|rowspan="" style="background-color:none;color:black; text-align:center; vertical-align:middle;" \|  |               |          |
| 2013 | 22º Premios de Cine de Construcción                                                                | Mejor actor de reparto                                                                             | Park Sung Woong \|rowspan="" style="background-color:none;color:black; text-align:center; vertical-align:middle;" \| |               |          |
| 2013 | 22º Premios de Cine de Construcción                                                                | Mejor nuevo director                                                                               | Park Hoon Jung \|rowspan="" style="background-color:none;color:black; text-align:center; vertical-align:middle;" \|  |               |          |
| 2013 | 50 Premios Gran Campana                                                                            | rowspan="" style="background-color:none;color:black; text-align:center; vertical-align:middle;" \| | Park Hoon Jung \|rowspan="" style="background-color:none;color:black; text-align:center; vertical-align:middle;" \|  |               |          |
| 2013 | 50 Premios Gran Campana                                                                            | Mejor actor                                                                                        | Hwang Jung Min \|rowspan="" style="background-color:none;color:black; text-align:center; vertical-align:middle;" \|  |               |          |
| 2013 | 50 Premios Gran Campana                                                                            | Mejor actor de reparto                                                                             | Park Sung Woong \|rowspan="" style="background-color:none;color:black; text-align:center; vertical-align:middle;" \| |               |          |
| 2013 | 50 Premios Gran Campana                                                                            | Mejor guion                                                                                        | rowspan="" style="background-color:none;color:black; text-align:center; vertical-align:middle;" \|                   |               |          |
| 2013 | 50 Premios Gran Campana                                                                            | Mejor iluminación                                                                                  | rowspan="" style="background-color:none;color:black; text-align:center; vertical-align:middle;" \|                   |               |          |
| 2013 | 50 Premios Gran Campana                                                                            | La mejor música                                                                                    | jo yeong-wook \|rowspan="" style="background-color:none;color:black; text-align:center; vertical-align:middle;" \|   |               |          |
| 2013 | 50 Premios Gran Campana                                                                            | Mejor dirección de arte                                                                            | rowspan="" style="background-color:none;color:black; text-align:center; vertical-align:middle;" \|                   |               |          |
| 2013 | 34 ° Premios de Cine Dragón Azul                                                                   | La mejor película                                                                                  | rowspan="" style="background-color:none;color:black; text-align:center; vertical-align:middle;" \|                   |               |          |
| 2013 | 34 ° Premios de Cine Dragón Azul                                                                   | mejor director                                                                                     | rowspan="" style="background-color:none;color:black; text-align:center; vertical-align:middle;" \|                   |               |          |
| 2013 | 34 ° Premios de Cine Dragón Azul                                                                   | Mejor actor                                                                                        | Hwang Jung Min \|rowspan="" style="background-color:none;color:black; text-align:center; vertical-align:middle;" \|  |               |          |
| 2013 | 34 ° Premios de Cine Dragón Azul                                                                   | Mejor actor de reparto                                                                             | Park Sung Woong \|rowspan="" style="background-color:none;color:black; text-align:center; vertical-align:middle;" \| |               |          |
| 2013 | 34 ° Premios de Cine Dragón Azul                                                                   | Mejor Fotografía                                                                                   | rowspan="" style="background-color:none;color:black; text-align:center; vertical-align:middle;" \|                   |               |          |
| 2013 | 34 ° Premios de Cine Dragón Azul                                                                   | Mejor iluminación                                                                                  | rowspan="" style="background-color:none;color:black; text-align:center; vertical-align:middle;" \|                   |               |          |
| 2013 | 34 ° Premios de Cine Dragón Azul                                                                   | Mejor dirección de arte                                                                            | rowspan="" style="background-color:none;color:black; text-align:center; vertical-align:middle;" \|                   |               |          |
| 2013 | 46.º Festival de Cine de Sitges                                                                    | Mejor largometraje (Premio Focus Asia)                                                             | rowspan="" style="background-color:none;color:black; text-align:center; vertical-align:middle;" \|                   | [ 19 ]        |          |
| 2014 | Noveno Premios de la película Max                                                                  | Mejor actor                                                                                        | Hwang Jung Min \|rowspan="" style="background-color:none;color:black; text-align:center; vertical-align:middle;" \|  |               |          |
| 2014 | rowspan="" style="background-color:none;color:black; text-align:center; vertical-align:middle;" \| | Mejor actor                                                                                        | Hwang Jung Min \|rowspan="" style="background-color:none;color:black; text-align:center; vertical-align:middle;" \|  |               |          |